# Шетцинг, Франк
Франк Ше́тцинг (нем. Frank Schätzingо файле; род. 28 мая 1957[…], Кёльн, Северный Рейн-Вестфалия) — немецкий писатель.

## Произведения
- 1995 — «Смерть и дьявол» (Tod und Teufel)
- 1996 — «Жажда убийства» (Mordshunger)
- 1997 — «Тёмная сторона» (Die dunkle Seite)
- 1999 — «Смелее» (Keine Angst)
- 2000 — «Беззвучный» (Lautlos)
- 2004 — «Рой» (также встречается: «Стая») / Der Schwarm
- 2006 — «Новости из неизвестной вселенной» (Nachrichten aus einem unbekannten Universum)
- 2006 — «Безрассудные приключения уток в открытом море» (Die tollkühnen Abenteuer der Ducks auf hoher See) (ed.)
- 2009 — «Лимит» (Limit)
- 2014 — «Срочные новости» (Breaking News)
- 2018 — «Тирания бабочки» (Die Tyrannei des Schmetterlings)

## Экранизации романа «Рой»
Права на съемки фильма по бестселлеру Франка Шетцинга «Рой» проданы голливудской звезде Уме Турман и немецким продюсерам Ике и Майклу Соувигниерам. Фильм с внушительным бюджетом будет сниматься в различных уголках мира.
В 2023 году в рамках 73-го Берлинского международного кинофестиваля был представлен мини-сериал «Рой» производства ZDF, основанный на произведении Шетцинга. Сам писатель воспринял эту экранизацию с долей критики.